# Czernic (szczyt)
Czernic (1317 m) – szczyt górski w Paśmie Policy, które w regionalizacji fizycznogeograficznej Polski według Jerzego Kondrackiego zaliczane jest do Beskidu Żywieckiego, w nowszej regionalizacji z 2018 roku do Beskidu Żywiecko-Orawskiego. Jest to drugi co do wysokości szczyt Pasma Policy. Na mapie Compassu ma nazwę Czyrniec i wysokość 1328 m, tak samo w przewodniku turystycznym.
Czernic znajduje się w bocznym grzbiecie odbiegającym od Policy na południowy wschód, do Przełęczy Zubrzyckiej. Od Policy oddzielony jest przełęczą (ok. 1250 m). Północno-wschodnie stoki Czyrńca opadają do głębokiej doliny Zakulawki, natomiast południowo-zachodnie do potoku Zubrzyca. Stoki są przeważnie pokryte lasem, ale są w nim duże wiatrołomy, dzięki czemu z Czernica rozciągają się fragmentaryczne widoki. Przez przełęcz między Czernicem a Policą prowadził dawniej Tabakowy Chodnik (odcinek z Zubrzycy Górnej na Halę Krupowa). Po wschodniej stronie tej przełęczy znajduje się ukryty wśród świerków i zazwyczaj zamknięty schron robotników leśnych.
Z Policy grzbietem Czernica i przez Przełęcz Zubrzycką biegnie Wielki Europejski Dział Wodny oddzielający zlewiska Morza Bałtyckiego (stoki północno-wschodnie) i Morza Czarnego (stoki południowo-zachodnie). Obecnie cały Czernic należy do Polski, jednak w okresie II wojny światowej jego grzbietem i dalej działem wodnym przez Beskid Orawsko-Podhalański biegła granica niemiecko-słowacka. Oznakowano ją nawet granitowymi słupkami z literami D i S. Słupki te zostały później obalone, i obecnie niektóre z nich znajdują się jeszcze obok szlaku turystycznego prowadzącego z Przełęczy Zubrzyckiej na Policę. Szlak ten omija szczyt Czyrńca po wschodniej stronie.
Grzbietem Czernica biegnie granica między wsiami Zubrzyca Górna w powiecie nowotarskim i Sidzina w powiecie suskim.

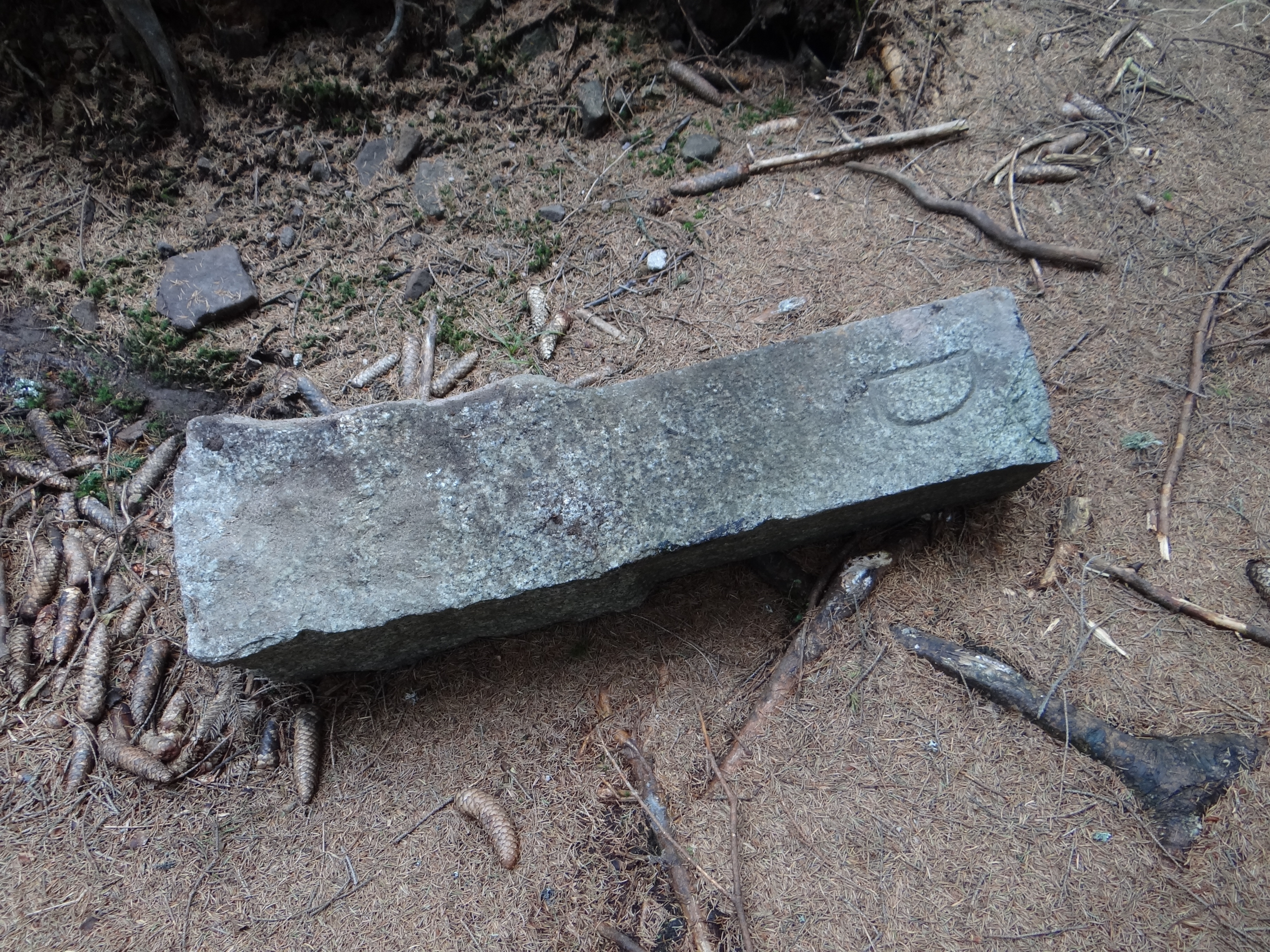
Jeden z obalonych słupków dawnej granicy słowacko-niemieckiej na Czyrńcu